# Districte de Sabinov
El districte de Sabinov - (eslovac) Okres Sabinov - és un dels 79 districtes d'Eslovàquia. Es troba a la regió de Prešov, al nord del país. Té una superfície de 545,45 km², i el 2013 tenia 58.721 habitants. La capital és Sabinov.

## Demografia
| Godina             | 1994   | 2004   | 2014   | 2024   |
| ------------------ | ------ | ------ | ------ | ------ |
| Nombre de persones | 51.223 | 55.351 | 58.969 | 61.995 |
| Diferència         |        | +8,05% | +6,53% | +5,13% |

| Godina             | 2023   | 2024   |
| ------------------ | ------ | ------ |
| Nombre de persones | 61.542 | 61.995 |
| Diferència         |        | +0,73% |

## Llista de municipis

### Ciutats
- Sabinov
- Lipany

### Pobles
Bajerovce | Bodovce | Brezovica | Brezovička | Červená Voda | Červenica pri Sabinove | Daletice | Drienica | Dubovica | Ďačov | Hanigovce | Hubošovce, Jakovany | Jakubova Voľa | Jakubovany | Jarovnice | Kamenica | Krásna Lúka | Krivany | Lúčka | Ľutina | Milpoš | Nižný Slavkov | Olejníkov | Oľšov | Ostrovany | Pečovská Nová Ves | Poloma | Ratvaj | Ražňany | Renčišov | Rožkovany | Šarišské Dravce | Šarišské Michaľany | Šarišské Sokolovce | Tichý Potok | Torysa | Uzovce | Uzovské Pekľany | Uzovský Šalgov | Vysoká
1. 1 2  «Počet obyvateľov podľa pohlavia - obce (ročne) [om7102rr_obce=AREAS_SK]».   Statistical Office of the Slovak Republic, 31-03-2025. [Consulta: 31 març 2025].